# Вітебський державний університет імені Петра Машерова
Вітебський державний університет імені П. М. Машерова  (біл. Віцебскі дзяржаўны універсітет Ім'я П. М. Машерава) — вищий навчальний заклад, розташований у Вітебську

## Історія
В 1910 році у Вітебську був заснований вчительський інститут, який готував вчителів для середньої школи.
1918 року його перетворено на педагогічний інститут.
На початку 20-х років кілька разів змінював назву і реорганізовувався, а в 1924 році був об'єднаний з Білоруським державним університетом.
1930 року було відновлено у вигляді індустріально-педагогічного інституту, з 1933 року став називатися Вітебським державним педагогічним інститутом.
1934 року інституту було присвоєно ім'я С. М. Кірова. В 1935 році в його складі був створений вчительський інститут. Під час Німецько-радянської війни корпуси інституту було зруйновані, а багато викладачів і студентів загинули на фронті або в партизанському русі. Попри це, заняття в інституті відновилися вже 1944 року. Після війни робота інституту була відновлена до 50-х років. У цей час, однак, були ліквідовані вчительський інститут і філологічний факультет, а історичний факультет інституту був переведений у Могильов. У 60-ті — 70-ті роки інститут активно розвивався, відкривалися нові факультети і збільшувався прийом студентів.
1995 року у ВДПІ ім. С. М. Кірова було перетворено на Вітебський державний університет, а 1998 року університету було присвоєно ім'я свого відомого випускника П. М. Машерова.

## Факультети
- Факультет білоруської філології та культури
- Біологічний факультет
- Історичний факультет
- Математичний факультет
- Педагогічний факультет
- Факультет соціальної педагогіки та психології
- Філологічний факультет
- Фізичний факультет
- Факультет фізичної культури і спорту
- Юридичний факультет
- Художньо-графічний факультет

## Коледжі
- Оршанський коледж УО «ВДУ ім П. М. Машерова»
- Полоцький педагогічний коледж

## Відомі випускники
- Петро Машеров — радянський партійний діяч
- Ольга Карач — журналістка, політик, суспільний діяч

## Цікаві факти
- Перший астероїд, відкритий на території Білорусі (в Вітебській обсерваторії) названий на честь Голубєва Володимира Олександровича — професійного астронома, доцента кафедри фізики і астрономії ВДУ — (216 897) Golubev.[3]